# Jorge Rodas
Jorge Alexander Rodas Hurtarte (Jalapa, 9 de octubre de 1971) es un futbolista retirado guatemalteco que jugó como mediocampista en el fútbol profesional, que ejerció como presidente de facto del Comité Olímpico Guatemalteco de 2022 a 2024.
Rodas fue el primer futbolista guatemalteco en jugar en la Major League Soccer, cuando brilló en San José Clash en 1996. También jugó en la Selección Nacional de Guatemala. Jugó por última vez en el Aurora F.C. en la Primera División guatemalteca al final de la temporada 2007-08.
En 2021, Rodas se postuló para presidir el Comité Olímpico Guatemalteco (COG). Tras una elección controvertida en octubre del mismo año, en la que el presidente saliente Gerardo Aguirre Oestmann fue inhabilitado para optar a la reelección, Rodas resultó elegido al ser el único candidato postulado, a pesar de haber obtenido 9 votos a favor y 28 votos nulos de los 37 electores habilitados. Sin embargo, Aguirre impugnó la elección y mantuvo en disputa la presidencia del COG, desencadenando una creciente controversia, Rodas asumió el cargo hasta en diciembre de 2022. En respuesta, el Comité Olímpico Internacional desconoció a Rodas y suspendió temporalmente al Comité Olímpico Guatemalteco, lo que llevó a los atletas guatemaltecos a participar como independientes. En marzo de 2024, el Tribunal Electoral del Deporte y la Asamblea General del COG desconocieron a Rodas y reconocieron a Aguirre como presidente. Tras la restitución de Aguirre, el Comité Olímpico Internacional levantó provisionalmente las sanciones al COG. A pesar de estos reveses, Rodas afirmó que "seguiría en el cargo".
Es el hermano menor de Julio Rodas, quien también fue miembro de la Selección Nacional.

## Trayectoria
Rodas comenzó a jugar profesionalmente para el Municipal de la Ciudad de Guatemala, donde se hizo conocido por sus habilidades como mediocampista central y su campo de tiro. Después de ganar el torneo de liga 1993-94 con Municipal, firmó con su archirrival, Comunicaciones, donde formaría parte de siete equipos ganadores de campeonatos.

### Liga Nacional de Fútbol
En 1996, Rodas se convirtió en el primer guatemalteco en jugar profesionalmente en los Estados Unidos, cuando fue fichado por San Jose Clash. Salió al campo en el primer partido de la Major League Soccer el 6 de abril de 1996, cuando The Clash venció a D.C. United 1-0 en casa. Junto a jugadores como Eric Wynalda, John Doyle y Eddie Lewis, Rodas ayudó a San José a llegar a los playoffs de la MLS ese año. Jugó en 29 partidos, dio tres asistencias y anotó un gol en un tiro libre directo contra el New England Revolution el 11 de agosto, catalogado en el San Jose Earthquakes 100 goles más grandes DVD, como el segundo mejor gol del año del equipo. Después de la temporada inaugural de la MLS, Rodas fue transferido nuevamente a Comunicaciones en enero de 1997.
Rodas permanecería en Comunicaciones hasta 2002, y luego jugó brevemente para Xelajú MC. Más tarde, se unió al Deportivo Jalapa, logrando más éxitos al ayudar al equipo a ganar la Copa Nacional en años consecutivos en 2005 y 2006; marcó el único gol de la victoria por 1-0 sobre Municipal en la final de 2006. Tuvo otras actuaciones individuales notables en Jalapa, entre ellas anotó un hat-trick contra Deportivo Heredia en una victoria por 3-2 en la que el equipo avanzó a la semifinal del torneo apertura 2005.
Después de que terminó su contrato con Jalapa en 2006, Rodas, de 35 años, continuó su carrera con un breve paso por Deportivo Mixco en la Primera División. Para la temporada 2007-08, fue fichado por el ex equipo de primera división Aurora FC, que había sido relegado a la Segunda División la temporada anterior. Aurora ganó el ascenso a la Primera División para la temporada 2008–2009.

### Carrera internacional
Rodas hizo su debut con la Guatemala en un partido de la Copa de Naciones UNCAF de mayo de 1991 contra El Salvador junto a su hermano Julio Rodas. Jorge Rodas disputó 38 partidos internacionales, marcó cuatro goles y representó a su país en 12 partidos clasificación para la Copa Mundial de la FIFA y formó parte de las escuadras que compitieron en los torneos de la Copa Oro de la Concacaf de 1996 y 2000, y en la Copa de Naciones UNCAF de 1995, 1997, y 1999. Su último partido internacional fue un partido de clasificación para la Copa del Mundo de 2002 en enero de 2001 contra la Costa Rica.

### Goles internacionales
Se muestran los partidos en los que participó y anotó un gol con la Selección Nacional.
| # | Date                   | Venue                                                | Opponent    | Score | Result | Competition      |
| - | ---------------------- | ---------------------------------------------------- | ----------- | ----- | ------ | ---------------- |
| 1 | 7 de diciembre de 1995 | Estadio de la Flor Blanca, San Salvador, El Salvador | El Salvador | 1-0   | 1-0    | Copa UNCAF 1995  |
| 2 | 7 de marzo de 1999     | Estadio Mateo Flores, Guatemala, Guatemala           | Jamaica     | 1-4   | 2-4    | Copa de la Paz   |
| 3 | 7 de marzo de 1999     | Estadio Mateo Flores, Guatemala, Guatemala           | Jamaica     | 2-4   | 2-4    | Copa de la Paz   |
| 4 | 7 de julio de 2000     | Los Angeles Memorial Coliseum, Los Angeles, USA      | El Salvador | 1-0   | 1-0    | Partido amistoso |